# Stephan Larsen
Stephan Carl Hans Larsen, född 4 februari 1954 i Göteborg, är en svensk litteraturvetare och litteraturkritiker.
Stephan Larsen kom under uppväxtåren till Stockholm. Han disputerade 1983 vid Stockholms universitet med doktorsavhandlingen A writer and his gods – a study of the importance of Yoruba myths and religious ideas to the writing of Wole Soyinka.
Han har undervisat vid Stockholms universitet sedan mitten av 1980-talet. Undervisningen inriktar sig främst mot utomeuropeisk postkolonial litteratur och magisk realism. Han är medlem i redaktionsrådet för tidskriften Karavan, som inriktar sig mot den tredje världens litteratur.